# Grab des schwarzen Ritters

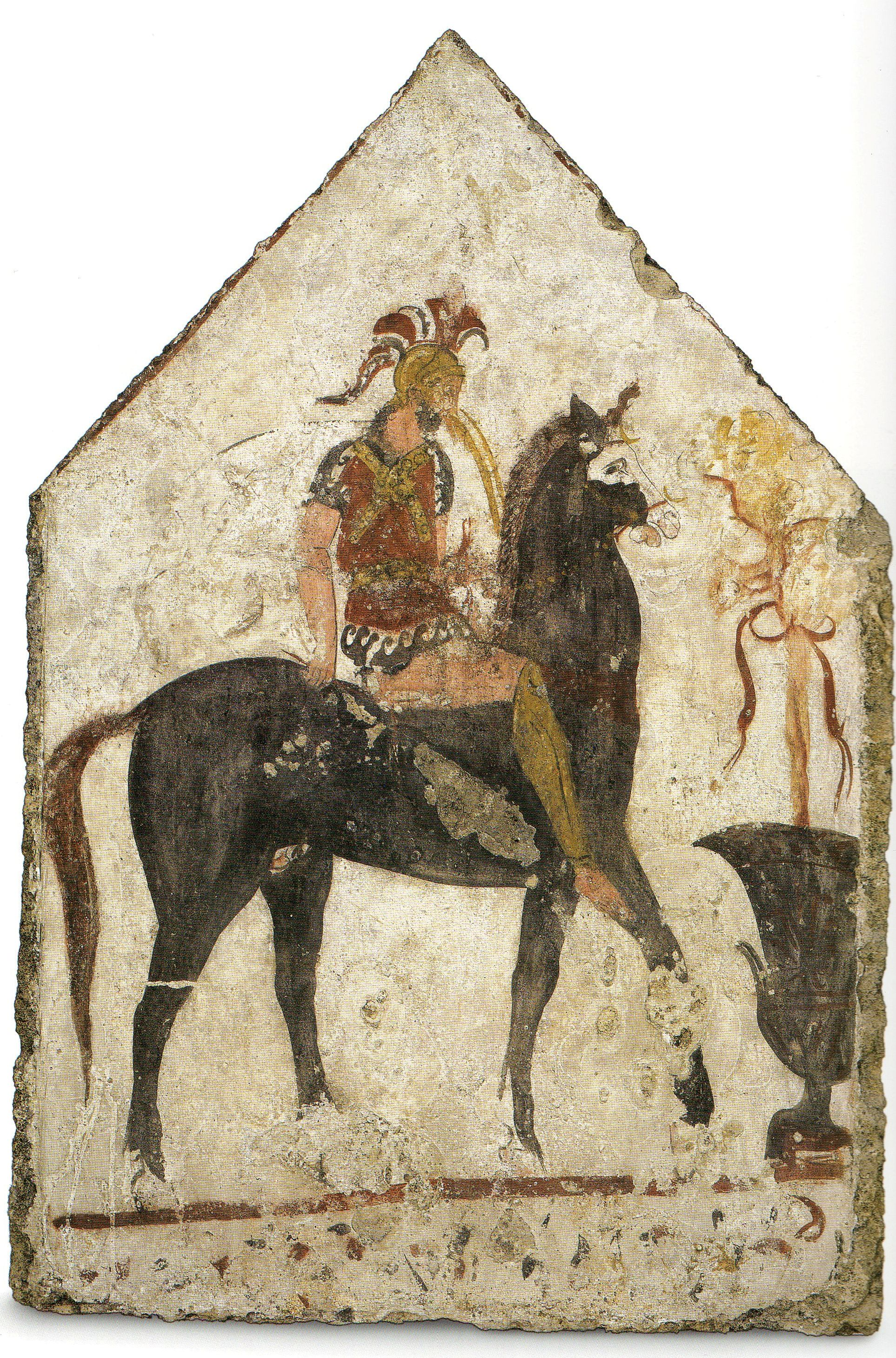
Der heimkehrende Ritter

Das Grab des schwarzen Ritters ist das bekannteste Grab aus lukanischer Zeit in Paestum. Seine Überreste sind heute im Archäologischen Nationalmuseum in Paestum zu sehen und tragen die Inventarnummern 21596 bis 21599.
Das Grab war Teil einer großen Nekropole bei Paestum, die unter dem Namen Andriuolo bekannt ist und ab den 1960er-Jahren ausgegraben wurde, wobei das Grab des schwarzen Ritters die Nr. 58 erhielt. Die Einzelgräber wie das Grab des schwarzen Ritters bestanden aus vier steinernen Seitenwänden, die in Hausform zusammengesetzt, mit Kalksteinplatten überdacht und von einem Grabhügel überdeckt wurden. Die Innenseiten wurden bei manchen Gräbern unmittelbar vor der Bestattung in Freskomanier bemalt; die Bilder könnten als „Verbrauchskunst“ bezeichnet werden.

## Grabkammer
Entgegen dem Namen, der aufgrund einer der Grabmalereien gewählt wurde, handelt es sich beim Grab des schwarzen Ritters um ein Frauengrab. Es wurde um 340 v. Chr. gestaltet. Die bemalten Platten der Schmalseiten sind 147 × 105 cm groß, die Platten an den Längsseiten 97 × 227 cm. Auf der Platte der westlichen Schmalseite ist die namengebende Figur zu sehen: Ein heimkehrender Reiter auf einem Rappen mit weißen Abzeichen. Das schwarze Pferd schreitet, den Kopf hoch erhoben, von links nach rechts; ein Vorderhuf ist angehoben. Der Ritter trägt Helm, Schild und Brustpanzer sowie Beinschienen. Mit gesenktem Blick schaut er auf einen großen Krater, aus dem eine hohe Blütenstaude emporwächst, die mit Binden geschmückt ist. 

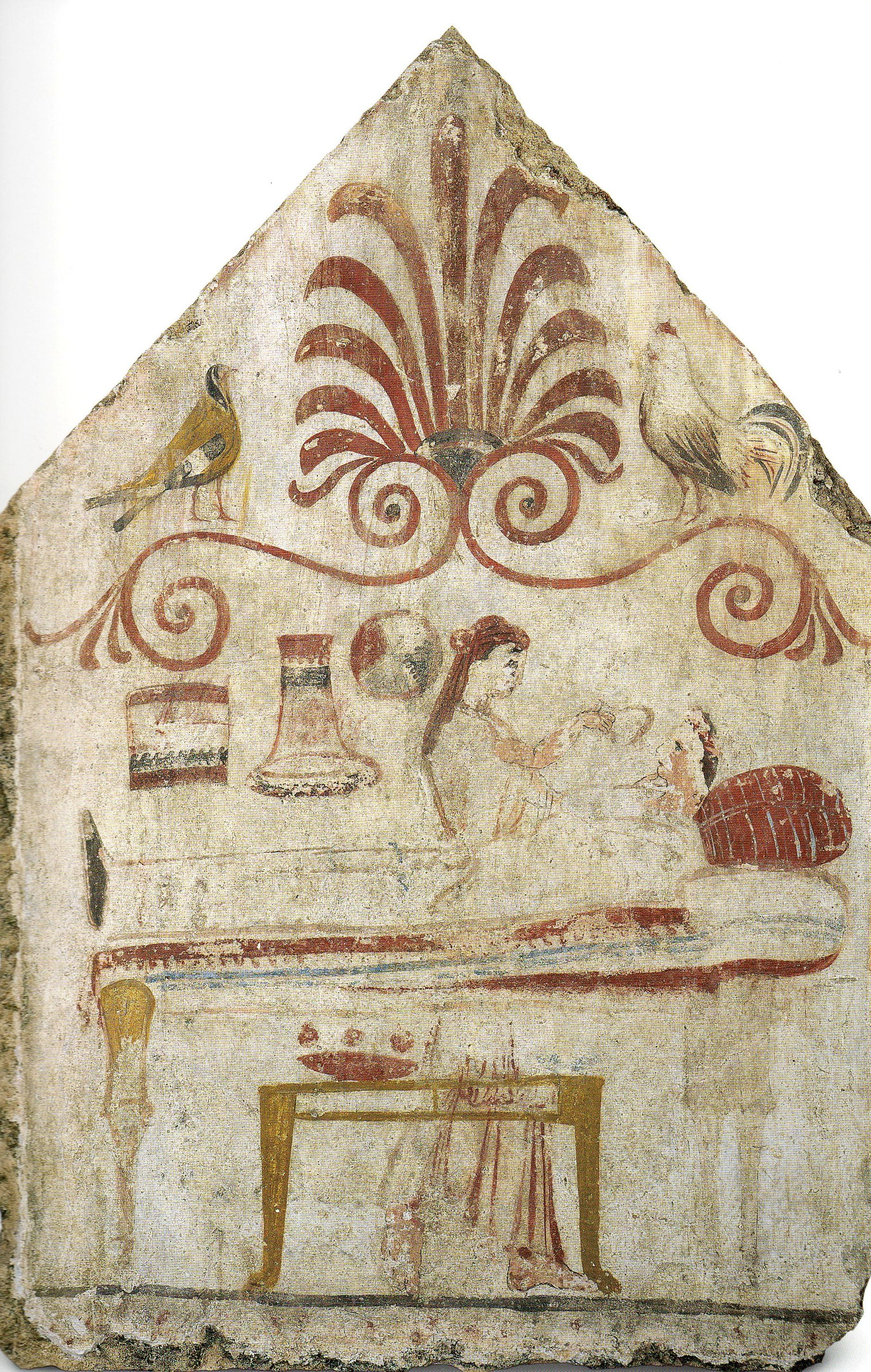
Die aufgebahrte Tote

Die junge Ehefrau, die der Ritter statt dieses Arrangements hätte mit einem Willkommenstrunk empfangen sollen, ist offenbar vor seiner Heimkunft verstorben: Die Ostplatte zeigt eine Prothesis, eine Aufbahrungsszene. Mit rosig gefärbtem Gesicht und in schwarzen Schuhen liegt die Tote unter einem weißen Leichentuch auf einer Kline mit roter Matratze und einem rotweißen sowie einem weißen Kissen. Sie trägt eine Art Diadem aus hellroten Blättern, die eine dunkelrote Umrandung aufweisen. Die Haare der Toten sind braun. Wie die aufgebahrte Tote ist auch eine weitere Person auf dieser Platte im Profil zu sehen: Hinter der Kline steht eine junge Frau, die offenbar eben im Begriff ist, die Verstorbene mit einem Kranz zu schmücken. Vor der Kline ist außerdem ein Tischchen zu sehen, auf dem drei Granatäpfel und eine schwarze Schale zu erkennen sind. Links über den Beinen der Toten hängen an der Wand ein Schmuckkästchen, ein umgedrehter Wollkorb (Kalathos) und die verarbeitete Wolle, die zu einem großen Knäuel aufgewickelt ist. Das Giebelfeld weist im Gegensatz zur Westplatte ornamentalen Schmuck auf. In der Mitte befindet sich ein Palmettenmotiv, flankiert von einem Hahn und einer Henne. Diese Bildelemente weisen nicht nur auf den Wirkungskreis der Frau in der Antike in Haus und Hof hin, sondern der Hahn gilt auch als Fruchtbarkeitssymbol und erscheint in dieser Funktion des Öfteren in der lukanischen Grabmalerei. Dieselbe Bedeutung wird der Blütenstaude auf der Westplatte zugeschrieben.

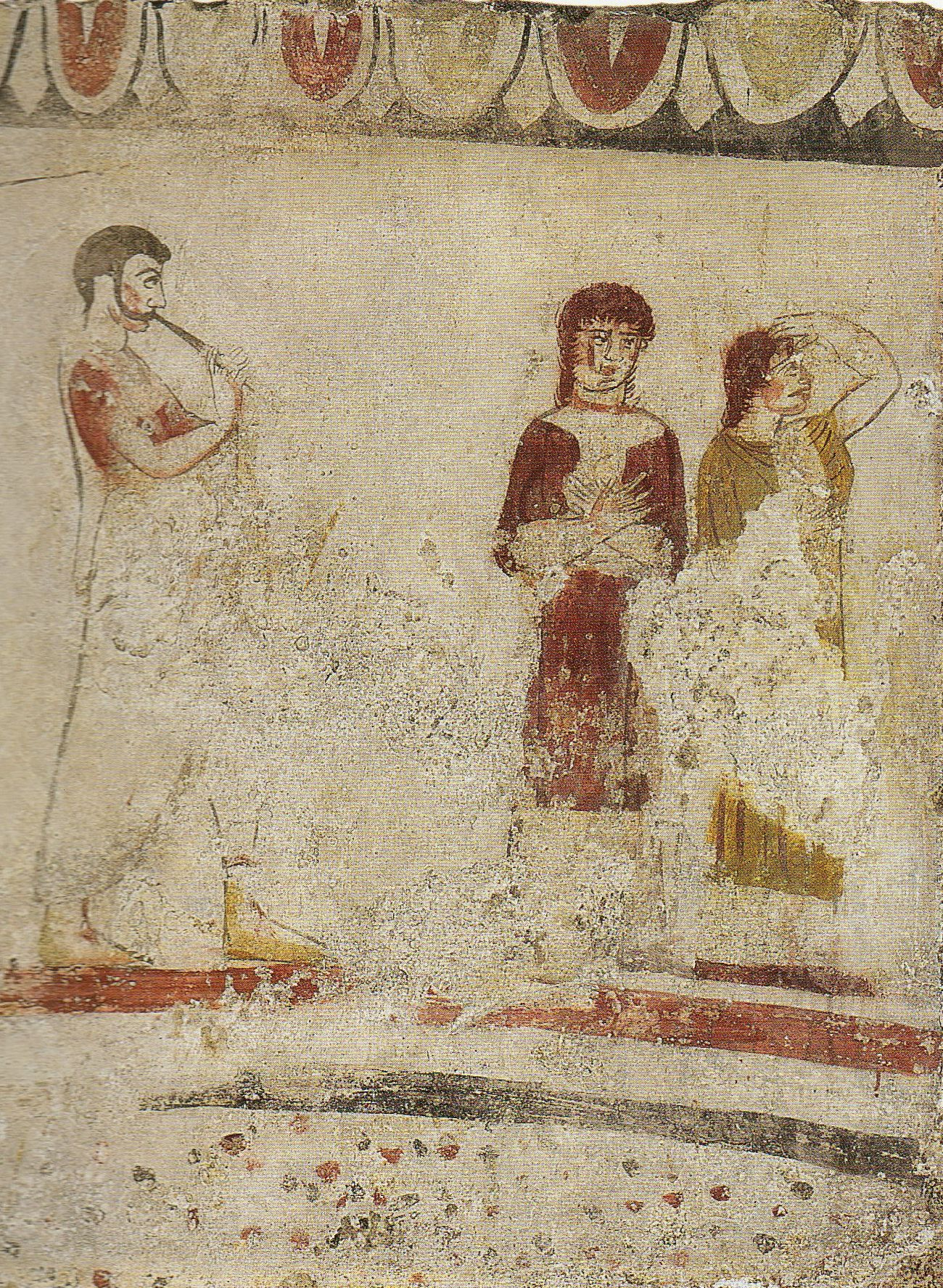
Trauernde

Auf der langen Platte, die die Nordseite des Grabes bildete, ist eine Sphinx mit Frauenkopf und erhobener linker Vordertatze zu sehen. Sie hat offenbar die Aufgabe, die Toten ins Jenseits zu bringen. Vor der Sphinx kämpfen zwei Krieger gegeneinander; offenbar im Zuge der Leichenspiele zu Ehren der Toten. Rechts sind drei Personen zu sehen, die dem nahenden Leichenzug angehören, ein Flötenspieler und zwei klagende Frauen.
Die lange Platte der Südseite ist mit Fabelwesen bemalt. Im Zentrum befindet sich ein Pantherweibchen, das von rechts und links her von Greifen angegriffen wird. Vergleichbar ist dieser Teil der Grabmalereien mit der Tomba François aus Vulci, die aus derselben Zeit stammt wie das Grab des schwarzen Ritters und ebenfalls Darstellungen der realen Welt mit mythologischen Abbildungen und Tierkampfszenen kombiniert.
Die Gemälde weisen bereits den Versuch auf, mittels Licht und Schatten sowie perspektivischer Darstellung eine plastische Wirkung zu erzielen.

## Grabbeigaben
Drei Grabbeigaben blieben im Grab des schwarzen Ritters erhalten, eine Kylix, eine Lekanis und ein Skyphos. Die rotfigurige Kylix ist 8,5 cm hoch und hat einen Durchmesser von 23 cm. Sie wurde vom Maler von Paestum gestaltet. Im Tondo zeigt sie eine bekleidete stehende Frauenfigur, die in der rechten Hand eine Tänie und in der linken einen Spiegel hält. Sie steht vor einem sitzenden nackten Jüngling, der in der rechten Hand einen Zweig und in der linken einen Kranz hält und sich bei einem kleinen Hausaltar befindet. Oben im Bildhintergrund ist eine weitere Tänie zu erkennen. Das Bild wird unten durch eine Standlinie mit ionischem Kymation abgeschlossen. Auf der Außenseite der Kylix, die die Inventarnummer 21602 trägt, ist ein Lorbeerzweig zu sehen.
Die rotfigurige Lekanis mit Deckel ist 20,5 cm hoch und hat einen Durchmesser von 32 cm. Sie zeigt eine nackte Frau, die vor einem Hausaltar kauert und den Kopf nach einem Silen wendet, der eine Tänie festhält. Auf einem Fels vor der Frau hockt ein Eros, der in der rechten Hand einen Kranz und in der linken ein Ei hält. Die Außenseite des Deckels ist mit einem ausgesparten Wellenband geschmückt; der Deckelknauf mit zwei schwarz gefirnissten Palmetten. Die Lekanis trägt die Inventarnummer 21600. 
Auf der einen Seite des Skyphos ist ein Blattzweig mit Efeu- und Weinblattranken zu sehen, auf der anderen ein Blattzweig mit Rosetten, die in Deckweiß und Gelb gehalten sind. Das Gefäß ist 13 cm hoch und hat einen Durchmesser von 12 cm. Es trägt die Inventarnummer 21603.

## Ausstellung
Grabplatten und -beigaben wurden 2007 im Rahmen einer Ausstellung in Hamburg und im Martin-Gropius-Bau in Berlin gezeigt. Die vier Grabplatten wurden anlässlich dieser Ausstellung zur Sarkophagform zusammengefügt und wurden damit in der ursprünglichen Anordnung präsentiert. Im Museum in Paestum können die Platten nur einzeln gezeigt werden, da der Boden nicht tragfähig genug für die zusammengesetzte Grabkammer ist.